# Mello (cognome)
Mello è un cognome portoghese. Le varianti sono Melo, de Mello, de Melo, De Mello, De Melo, D'Mello, D'Melo.

## Diffusione
Il cognome Mello risulta particolarmente diffuso in Italia nelle regioni Puglia, Piemonte e Veneto.

## Persone
- Francisco Delgado Melo - calciatore spagnolo degli anni 1970.
- Felipe Melo - calciatore brasiliano.
- José María Melo - presidente della Colombia nel 1854.
- Anthony de Mello - un gesuita e scrittore indiano.
- Sérgio Vieira de Mello - un diplomatico brasiliano.
- Fernando Affonso Collor de Mello - un politico brasiliano.
- Duília Fernandes de Mello - un'astronoma e astrofisica brasiliana.
- Sophia de Mello Breyner Andresen - una poetessa portoghese.
- Caio Eduardo de Mello Cazziolato - un ex cestista brasiliano.
- Bevan D'Mello - calciatore indiano.
- Evaldo Cabral de Mello - storico brasiliano.
- Francisco de Melo - diplomatico ispano-portoghese.
- Jaime Melo - automobilista brasiliano.
- Suzanne D'Mello - cantante indiano.
- Welington de Melo - matematico brasiliano.
- Craig Cameron Mello - scienziato americano.
- Dayane Mello - modella brasiliana